# Burrell Boom Cutoff
Der Burrell Boom Cutoff ist eine Straße im Belize District von Belize. Die Zubringerstraße verbindet die beiden Highways George Price Highway und Philip Goldson Highway und bildet die Umgehung für Belize City.
Die Straße ist 19 Kilometer lang und komplett asphaltiert. Der Highway beginnt am George Price Highway (von Belmopan nach Belize City) zwischen Hattieville und Tropical Park und läuft von dort nach Norden nach Burrell Boom. Dort wendet sich die Straße nach Nordosten und führt mit einer Brücke über den Belize River nach Gentleville an den Philip Goldson Highway.
Die beiden Highways sind die einzigen größeren, asphaltierten Straßen, die den Norden und Süden von Belize verbinden. Bevor der Cutoff angelegt worden ist, verlief dieser Verkehr komplett über Belize City, was einen Umweg von ca. 20 Kilometer ausmacht.